# Dondoel·lita
La dondoel·lita és un mineral de la classe dels fosfats que pertany al supergrup de la kröhnkita. Rep el nom de Don Doell Sr. (Rochester, Nova York, EUA, 29 de gener de 1948) i Don Doell Jr. (Mont-real, Quebec, Canadà, 20 de juliol de 1982), col·leccionistes de minerals canadencs que van proporcionar els primers exemplars per a l'anàlisi.

## Característiques
La dondoel·lita és un fosfat de fórmula química Ca₂Fe(PO₄)₂·2H₂O. Va ser aprovada com a espècie vàlida per l'Associació Mineralògica Internacional l'any 2021, i publicada l'any 2022. Cristal·litza en el sistema triclínic.
Les mostres que van servir per a determinar l'espècie, el que es coneix com a material tipus, es troben conservades al Museu Mineral de la Universitat d'Arizona, a Tucson (Arizona), amb el número de catàleg: 22710, i al projecte RRUFF, amb el número de mostra: r210003.

## Formació i jaciments
Va ser descoberta al Canadà, al Grizzly Bear Creek de Stoneman Camp (Districte miner de Dawson, Yukon), sent aquest indret és l'únic a tot el planeta on ha estat descrita aquesta espècie mineral.